# Ö3-Weihnachtswunder

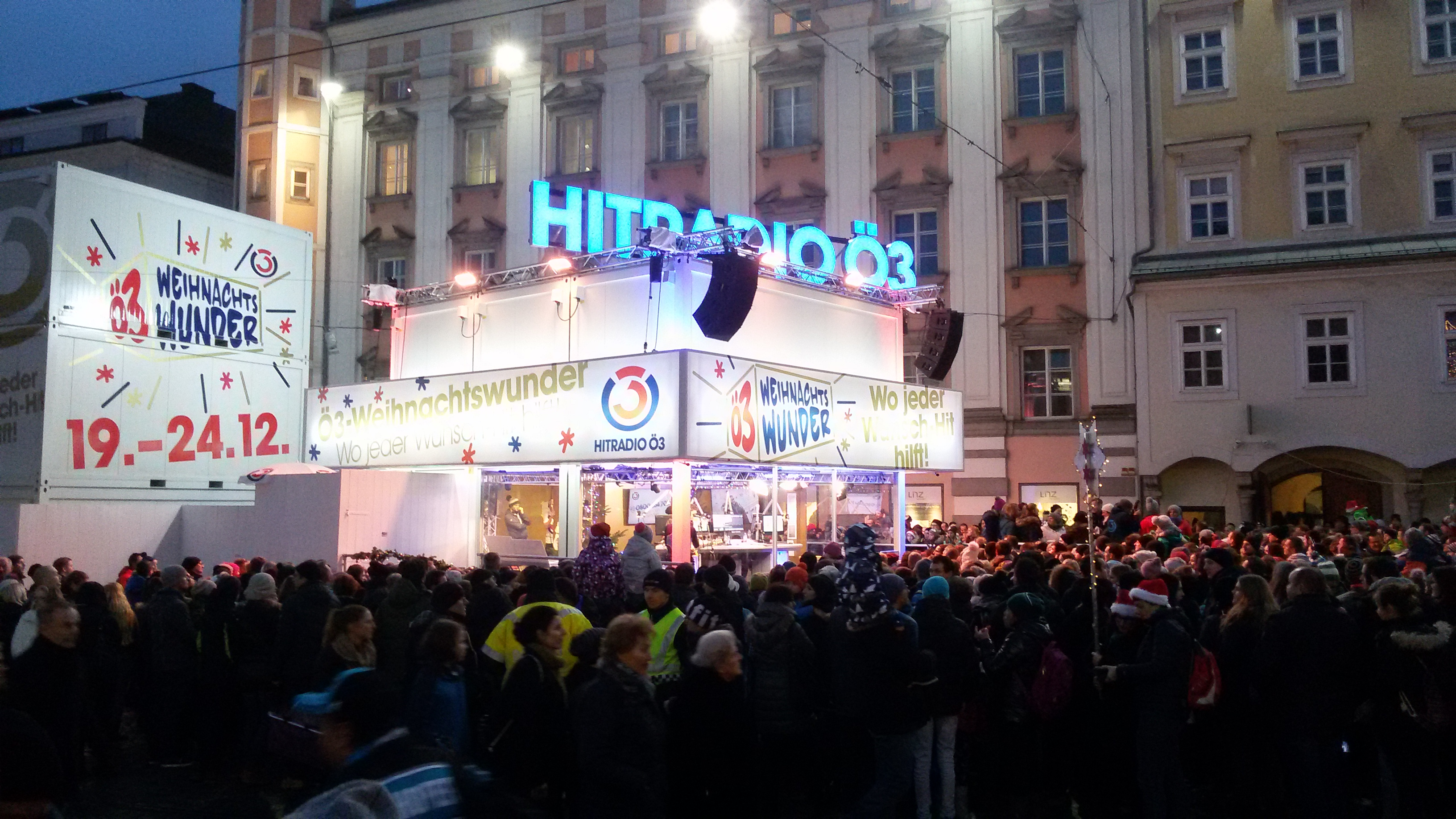
Wunschhütte 2017 in Linz

Das Ö3-Weihnachtswunder ist eine Spendenaktion, die seit 2014 jährlich zugunsten des Licht-ins-Dunkel-Soforthilfefonds von Ö3 veranstaltet wird. Sie dauert insgesamt 120 Stunden. Während dieser fünf Tage darf sich jede Person ein Lied wünschen, wenn dafür gespendet wird. Gespendet werden kann dabei per Anruf, Online oder direkt vor Ort mittels Spendenkuvert.

## Idee
Als Vorbilder der jährlichen Spendenaktion diente das 2004 gestartete niederländische Original Serious Request des Radiosenders NPO 3FM und das 2009 gestartete Pendant Jeder Rappen zählt des Schweizer Radiosenders SRF 3. Basierend auf dieser Idee, setzten in den Jahren nach 2004 weltweit viele Radiosender ein ähnliches Sendekonzept mit unterschiedlichen Spendenschwerpunkten um. In Südkorea und Kenia wurde Sendungen mit dem Originaltitel Serious Request, in Schweden wurde 2008 Musikhjälpen, in  Lettland Dod Pieci! oder Music For Life bzw. Viva For Life in Belgien gestartet.
Im Jahr 2022 setzte mit WDR 2 unter dem Titel WDR 2 Weihnachtswunder erstmals ein Deutscher Radiosender die Sendungsidee mit einem Glashaus am Dortmunder Hansaplatz um.

## Ablauf
Das Ö3-Weihnachtswunder rotiert jährlich mit dem Veranstaltungsort durch die Bundesländer, deswegen wurden bisher ein bis zwei Monate nach Weihnachten die Entscheidung über den nächsten Veranstaltungsort bekanntgegeben. Steht die Entscheidung fest, wird in den Wochen vor Weihnachten auf einem geeigneten Platz die Wunschhütte aufgestellt. Dabei handelt es sich um einen containerartigen Glasbau, der Equipment zum Moderieren und Senden von Radiosendungen enthält. Darin halten sich den Großteil der 120 Stunden die drei Moderatoren auf. Die Schlafgelegenheiten der drei sind in öffentlich nicht zugänglichen Containern an den Glasbau angeschlossen. Zusätzlich müssen sie während der Aktion Advent-Fasten, sie dürfen dabei nur flüssige Nahrung zu sich nehmen. Während der fünf Tage bekommen die drei Moderatoren auch immer wieder Unterstützung beim Moderieren und Spenden von bekannten Persönlichkeiten der Öffentlichkeit – wie Sängern, Schauspielern, Politikern, oder Vereinen.
Im Jahr 2020 wurde das Ö3-Weihnachtswunder aufgrund der COVID-19-Pandemie nicht von einem öffentlich zugänglichen Platz, sondern aus den Ö3-Studios Heiligenstadt in Wien gesendet. Ebenso übernahm in diesem Jahr Tina Ritschl die Moderation anstelle von Gabi Hiller, da sie aufgrund eines positiven Corona-Testergebnisses aussetzen musste. Auch im Jahr 2021 ging die Aktion aufgrund der anhaltenden pandemischen Lage in den Ö3-Studios Heiligenstadt über die Bühne.

## Bisherige Veranstaltungsorte

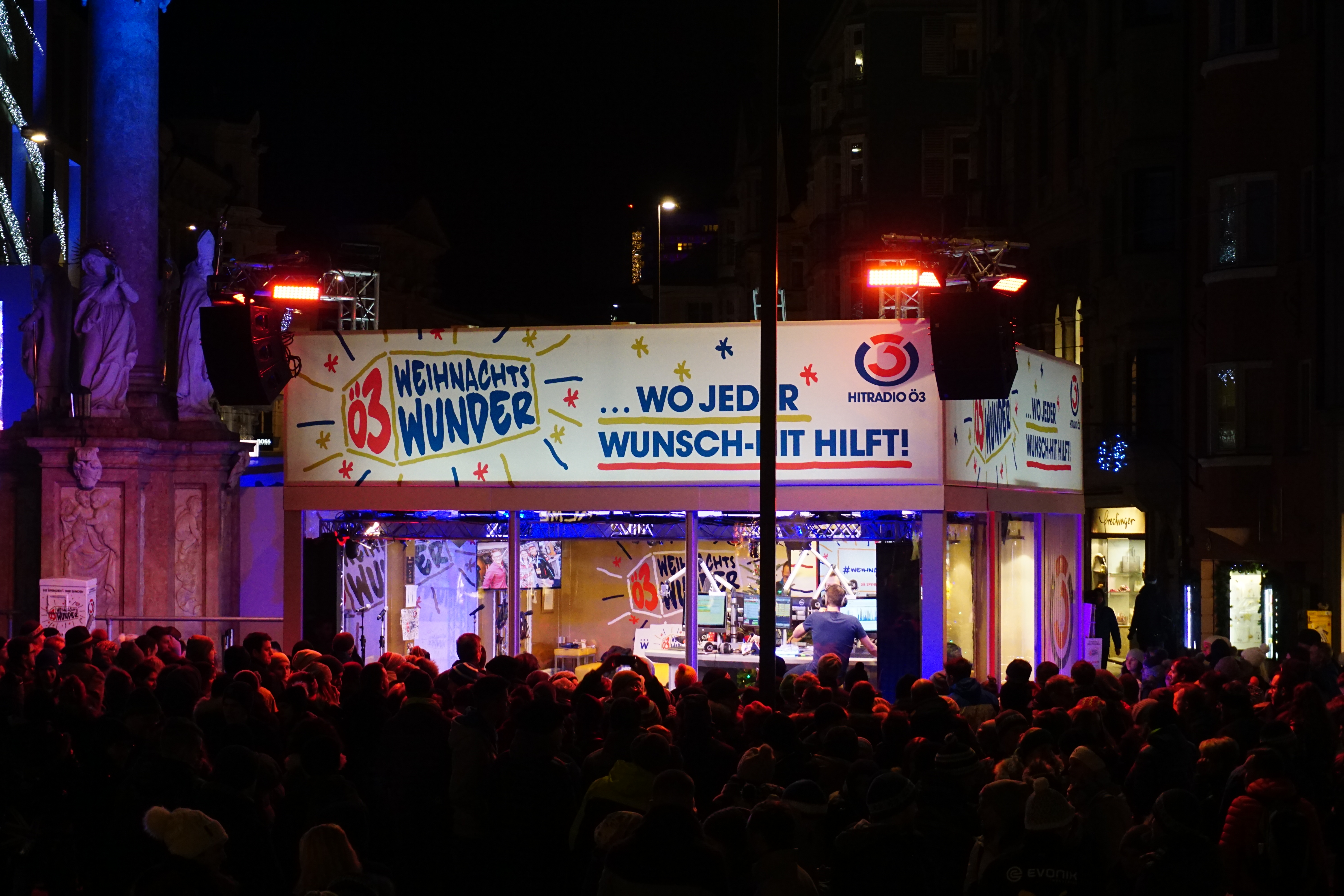
Wunschhütte 2016 in Innsbruck

| Jahr | Stadt           | Standort                             | Erlös          | Meistgewünschter Song                       | Moderatoren  | Moderatoren | Moderatoren   |
| ---- | --------------- | ------------------------------------ | -------------- | ------------------------------------------- | ------------ | ----------- | ------------- |
| 2014 | Salzburg        | Kapitelplatz                         | 0.617.582 Euro | Little Drummer Boy (Pentatonix)             | Gabi Hiller  | Andi Knoll  | Robert Kratky |
| 2015 | Graz            | Mariahilferplatz                     | 1.022.936 Euro | Little Drummer Boy (Pentatonix)             | Gabi Hiller  | Andi Knoll  | Robert Kratky |
| 2016 | Innsbruck       | Fußgängerzone Maria-Theresien-Straße | 1.899.475 Euro | Hallelujah (Pentatonix)                     | Gabi Hiller  | Andi Knoll  | Robert Kratky |
| 2017 | Linz            | Hauptplatz                           | 2.276.303 Euro | Perfect (Ed Sheeran)                        | Gabi Hiller  | Andi Knoll  | Robert Kratky |
| 2018 | St. Pölten      | Rathausplatz                         | 3.750.497 Euro | Hallelujah (Pentatonix)                     | Gabi Hiller  | Andi Knoll  | Robert Kratky |
| 2019 | Villach         | Hans-Gasser-Platz                    | 3.812.488 Euro | Hallelujah (Pentatonix)                     | Gabi Hiller  | Andi Knoll  | Robert Kratky |
| 2020 | Wien            | Ö3-Studios Heiligenstadt             | 3.759.701 Euro | Hallelujah (Pentatonix)                     | Tina Ritschl | Andi Knoll  | Robert Kratky |
| 2021 | Wien            | Ö3-Studios Heiligenstadt             | 3.937.723 Euro | Merry Christmas (Ed Sheeran und Elton John) | Gabi Hiller  | Andi Knoll  | Robert Kratky |
| 2022 | Bregenz         | Kornmarkt                            | 4.411.390 Euro | Hallelujah (Pentatonix)                     | Gabi Hiller  | Andi Knoll  | Robert Kratky |
| 2023 | Bad Ischl       | Kurpark                              | 5.239.214 Euro | Merry Christmas (Ed Sheeran und Elton John) | Gabi Hiller  | Andi Knoll  | Robert Kratky |
| 2024 | Wiener Neustadt | Hauptplatz                           | 5.486.812 Euro | Merry Christmas (Ed Sheeran und Elton John) | Tina Ritschl | Sylvia Graf | Philipp Hansa |

## Trivia
- Seit der ersten Veranstaltung 2014 wurden in 1.320 gesendeten Stunden insgesamt 36.214.121 Euro gesammelt.[10][11][12][14][15][17][19][21][23][24][25]
- Die bisher höchste Gesamtspendensumme wurde 2024 in Wiener Neustadt erreicht, nach 120 Stunden wurden insgesamt 5.486.812 Euro gespendet.[25]
- Die höchste individuelle Einzelspende wurde 2024 von Thomas Muster getätigt, er spendete am 21. Dezember 2024 insgesamt 244.500 Euro; für diese Summe versteigerte Muster im Vorfeld seine gesamten Tennis-Trophäen. Als Wunsch-Song wünschte Muster sich Brenna tuats guat von Hubert von Goisern.[26]
- Erstmals wurde beim Ö3-Weihnachtswunder 2020 die Spendensumme aus dem Vorjahr nicht überboten; 52.787 Euro hätten auf den gespendeten Betrag aus dem Vorjahr gefehlt.
- Das bislang jährlich meistgewünschte Lied ist Hallelujah in der Version von Pentatonix.
- Bislang wurde aus acht der neun österreichischen Bundesländer gesendet, einzig das Burgenland stellte noch keinen Veranstaltungsort.
- Wien ist das erstes Bundesland, wo mehr als ein Mal das Ö3-Weihnachtswunder veranstaltet wurde; 2023 folgte Oberösterreich als zweites, 2024 Niederösterreich als drittes Bundesland.
- Bislang wurde aus sieben der neun österreichischen Landeshauptstädte gesendet, einzig Eisenstadt und Klagenfurt stellten noch keinen Veranstaltungsort.
- Wien ist die erste Stadt, wo mehr als ein Mal das Ö3-Weihnachtswunder veranstaltet wurde.
- 2019 wurde mit Villach erstmals keine Landeshauptstadt als Austragungsort gewählt; 2023 erfolgte dies erneut mit Bad Ischl und 2024 mit Wiener Neustadt.
- Nach zehn Jahren wurde für die Ausgabe 2024 die Moderatoren-Besetzung erstmals vollständig geändert. Bereits 2020 musste allerdings Gabi Hiller aufgrund einer COVID-19-Erkrankung außerplanmäßig durch Tina Ritschl ersetzt werden.
- 2023 waren die Schlafquartiere der Moderatoren erstmals nicht an den Containerbau angeschlossen, sondern befanden sich unweit des Studios in den Solistengarderoben im Kongresshaus in Bad Ischl.[27]
- Aufgrund der globalen COVID-19-Pandemie wurde das Ö3-Weihnachtswunder 2020 erstmals nicht auf einem öffentlich zugänglichen Platz ausgetragen. 2021 wurde das Ö3-Weihnachtswunder ein weiteres Mal direkt aus den Ö3-Studios in Wien-Heiligenstadt ausgetragen; ursprünglich geplanter Veranstaltungsort wäre Bregenz gewesen.
- 2018 musste am Eröffnungstag sowie am Abend des 23. Dezember ein Platzverbot von der Polizei am Rathausplatz in St. Pölten ausgesprochen werden, da über 6.000 Zuseher auf den Platz strömten. Dies entsprach mehr als ein Zehntel aller Einwohner der austragenden Stadt St. Pölten.[28]
- 2018 spendeten Fans des Fußballvereins SK Rapid Wien 1.312 Euro an das Ö3-Weihnachtswunder und wünschten sich damit den Reggae-Klassiker I Shot the Sheriff in der Version von Eric Clapton. Der Geldbetrag, eine Codierung entsprechend der Position der Buchstaben im Alphabet (1 = A, 2 = B, 3 = C), ist eine Anspielung auf das Akronym A.C.A.B., welche für „All cops are bastards“ steht.[29]